# ラブ米 -WE LOVE RICE-
『ラブ米 -WE LOVE RICE-』（ラブコメ ウィーラブライス）は、エンカレッジフィルムズ制作による日本の短編テレビアニメ。2017年4月から6月まで放送。5分枠放送で、TOKYO MX・サンテレビの初回のみ実写パートを交え15分枠で放送。ナレーションはひぽーが担当。
2017年10月から12月まで第2期『ラブ米 -WE LOVE RICE- 二期作』を放送。名称は同じ年に同じ作物を2度植える二期作からきている。

## 概要
米を擬人化したキャラクターが登場する作品で、作中には米にまつわるセリフが多く登場する。そのため、和食の魅力を発信している農林水産省とのタイアップを果たしている。
エンディング映像はクックパッドとコラボし、米を使った料理を紹介している。第二期のエンディングでは「ごはん検定〜めしけん〜」とコラボし、米にまつわるクイズを出題している。

## 登場人物
声はアニメの声優、演は舞台版の俳優。

### ラブライス
ひのひかり
声 - 石井マーク / 演 - 田村升吾
農林番号 水稲農林299号
天真爛漫浪漫飛行。15歳。座右の銘は「千石万石も米五合」。廃校寸前の穀立稲穂学園を救い、米の人気を取り戻すべくユニット「ラブライス」を結成する。
『二期作』では連作障害で倒れてしまうが、夏越ごはんで復活する。
ささにしき
声 - 沢城千春 / 演 - 星乃勇太
農林番号 水稲農林150号
没落毒舌メガネ。15歳。座右の銘は「米を数えて炊く」。五穀米にも匹敵するといわれた神童だが冷害により留年、その影響でハーベストショーができない体になってしまった。
ひとめぼれ
声 - 草摩そうすけ / 演 - 前川優希
農林番号 水稲農林313号
失笑米ディアン。15歳。座右の銘は「青田から飯になるまで水加減」。コメディアンを目指しているが、そのギャグは周りを凍らせるほど寒く、妹に指摘されるまで気づかなかった。
あきたこまち
声 - 小森未彩 / 演 - 白石康介
農林番号 登録なし
美しすぎる華道家。15歳。座右の銘は「飯の数より思し召し」。
にこまると共に女装ユニット「ブレンドマイン」を組んでいた。施設育ち。
にこまる
声 - 玉城仁菜 / 演 - 佐野真白
農林番号 水稲農林411号
純真九州ショタ男子。15歳。座右の銘は「いつも月夜に米の飯」。
あきたこまちと共に女装ユニット「ブレンドマイン」を組んでいた。定番フレーズは「にこまる困るー」。

### イーストキング
アン / ショート
声 - 榎木淳弥 / 演 - 細見奏仁
ラブライスのライバルである、パンのハーベスター「イーストキング」のリーダー。高校1年の時から2年連続新嘗祭のトリを飾っている。2期では3人ともプロハーベスターになっている。
『二期作』第10話では「ケーキング」を名乗る。
ショック / ロール
声 - 鈴木裕斗 / 演 - 柊木智貴
キャリー / ガトー
声 - 大河元気 / 演 - 明石侑成

### 穀物留学生・新入生
『二期作』より登場。
ショウ / こだわり熟成しょうゆこってりラーメン大盛り焦がし葱バター極太メンマ半熟煮卵金華豚の厚切りチャーシュー
声 - 森久保祥太郎 / 村北沙織（少年）
メンブリッジ大学付属高校から穀物留学生。醤油ラーメンのハーベスター。名前があまりにも長すぎるため「ショウ」と名付けられる。ハーベストショーに乱入し、米などいらないと「麺デペンデンスデイ」を宣言する。ハーベストショー敗北後、偽物が現れるがショウ本人によって暴かれる。
母親（声 - 真坂美帆）がいたが、ファミレスの「セットにメンを運動」が実らず心労が元で亡くなったらしい。
おいでまい
声 - 柿原徹也
農林番号 登録なし
新入生。ラブライスの大ファンで、初登場でひのひかりのハーベストショーを完コピーしたほど。倒れたひのひかりに代わり新生ラブライスに入る。

### その他
ちんこ坊主 (CB)
声 - 杉田智和
額に「CB」の文字がある。ひのひかりにユニットを組もうと言われるが、ソロ活動をするため断った。「ちんこ坊主2号」がいるらしい。
製作側は本編にもっと多く出したかったが、諸事情のため出番が削られた。
もりのくまさん
声 - マフィア梶田
農林番号 登録なし
稲穂学園の校長。『二期作』でコロ姐と結婚する。
まなむすめ
声 - 原奈津子
農林番号 水稲農林350号
ひとめぼれの妹。第2期9話ではちんこ坊主と精神が入れ替わった。
こしひかり
声 - 津田健次郎
農林番号 水稲農林110号。
伝説のハーベスター「五穀米」のリーダー。
ブラストレジスタンス
声 - 津田健次郎
農林番号 登録なし
こしひかりBL1号 - BL6号までの6つ子の地下ハーベスター。こしひかりの品種改良種。いもち病に強い。
クロワ
声 - 森嶋秀太
セントパンハイスクールのジャマおじさん。コロ姐に協力しまなむすめを誘拐する。
コロ姐
声 - 真坂美帆
セントパンハイスクールのパタ子。まなむすめを誘拐した黒幕。『二期作』でもりのくまさんと結婚する。
カマンベール
声 - ひぽー
セントパンハイスクールにいるクロワの犬。
カニパン
声 - 杉田智和
黒服のコロ姐の部下。
甘食
声 - 森嶋秀太
黒服のコロ姐の部下。
米ンテーター
声 - ジェームス小野田
新嘗祭のコメンテーター。
グル美
声 - 村北沙織
ハーベスターのファン。
グル子
声 - 齊藤佳央里
ハーベスターのファン。
グル江
声 - 佐々木李子
ハーベスターのファン。
ネリカ、平山
声 - 健人（ネリカ）、川上将大（平山）
農林番号 登録なし
『二期作』第1話登場。結婚式にビデオメッセージでコメントを贈った生徒。
リンクス小林
声 - 飯田里穂
農林番号 登録なし
『二期作』第8話登場。あきたこまちが拾った赤ん坊。捨て米（捨て子）だと思われていたが、事故ではぐれていただけだった。
リンクス89
声 - 飯田里穂
農林番号 登録なし
『二期作』第8話登場。リンクス小林の母親。
ノンカーボ
声 - 森久保祥太郎
『二期作』第11話に偽ショウとして登場。炭水化物抜きダイエット（ノンカーボ食事療法）。穀物全てを消し去ることが目的。米やパンの生徒を拉致し麺類補完計画を行うが、本物のショウが現れたため正体を明かす。ひのひかりの連作障害もノンカーボによるものだった。ラブライスの夏越大ライスシャワーによって倒される。
青天の霹靂、縁結び、ちゅらひかり
『二期作』第12話登場。ラブライスに力を与えた米たち。

## 用語
穀立稲穂学園
ひのひかりたちが入学した名門校。廃校の危機にある。
H@rve☆star（ハーベスター）
素晴らしいショーをする穀物に捧げられる称号。
ハーベストショー
穀物たちが自身の美しさをアピールするパフォーマンスショー。
グルメ
ハーベストショーを評価する観客。
ウエル
ハーベスターの命がけの決闘。

## スタッフ
- 企画・原作 - ヤオヨロズ[7]
- 原案・シリーズ構成 - 高林ユーキ[7]
- 監督 - 堀内隆[7]
- 脚本 - 伊福部崇[7]
- キャラクターデザイン - あおいれびん[7]
- アートディレクター - NOB-C[7]
- シリーズディレクター - 山崎雄太[7]
- アニメーション・キャラクターデザイン/総作画監督 - 澤田知世[7]
- サブキャラクターデザイン（2期） - 寒川歩
- 色彩設計 - 村口冬仁
- 美術設定 - 里見篤
- 撮影監督 - 佐藤光洋
- 編集 - 神宮司由美
- 音響監督 - ふさこがね[7]
- 音響プロデューサー - 中野徹[7]
- 総合プロデューサー - 福原慶匡[7]
- アニメーション・プロデューサー - 定山敬[7]
- 音楽 - つばさプラス[7]
- 音楽制作 - ソラッツ
- アニメーション制作 - エンカレッジフィルムズ[7]
- 製作 - 腹8分目製作委員会

## 主題歌
「浪漫飛行〜ラブライスver.〜」
作詞・作曲 - 米米CLUB / 編曲 - 大石昌良 / 歌 - ひのひかり（石井マーク）、ささにしき（沢城千春）、ひとめぼれ（草摩そうすけ）、あきたこまち（小森未彩）、にこまる（玉城仁菜）
『二期作』第11、12話は未使用。
「浪漫飛行〜米粉パンver.〜」（第12話）
作詞・作曲 - 米米CLUB / 編曲 - 大石昌良 / 歌 - ひのひかり（石井マーク）、ささにしき（沢城千春）、ひとめぼれ（草摩そうすけ）、あきたこまち（小森未彩）、にこまる（玉城仁菜）、アン（榎木淳弥）、ショック（鈴木裕斗）、キャリー（大河元気）

### 挿入歌
| 曲名                | 作詞                      | 作曲             | 編曲             | 歌 | 使用話                                    |
| ------------------- | ------------------------- | ---------------- | ---------------- | --- | ----------------------------------------- |
| Going My Way        | 高林ユーキ                | 竹市佳伸         | 竹市佳伸         | ひのひかり（石井マーク） ささにしき（沢城千春） ひとめぼれ（草摩そうすけ） あきたこまち（小森未彩） にこまる（玉城仁菜） | 第1話 二期作 第2話                        |
| Blend My Love       | 伊福部崇                  | 秋音色           | 秋音色           | ひのひかり（石井マーク） ささにしき（沢城千春） ひとめぼれ（草摩そうすけ） あきたこまち（小森未彩） にこまる（玉城仁菜） | 第2話 二期作第8話                         |
| HIKARI              | 伊福部崇                  | 芳賀政哉         | 芳賀政哉         | ひのひかり（石井マーク） ささにしき（沢城千春） ひとめぼれ（草摩そうすけ） あきたこまち（小森未彩） にこまる（玉城仁菜） | 第4話                                     |
| My Name Is…         | 高林ユーキ                | 芳賀政哉         | 芳賀政哉         | まなむすめ starring aki                                                                                                  | 第4話                                     |
| Fine Dress          | 高林ユーキ                | 竹市佳伸         | 竹市佳伸         | ひのひかり（石井マーク） ささにしき（沢城千春） ひとめぼれ（草摩そうすけ） あきたこまち（小森未彩） にこまる（玉城仁菜） | 第5話                                     |
| LOVE & BRAVE        | 伊福部崇 ミルキークイーン | ミルキークイーン | ミルキークイーン | アン（榎木淳弥） ショック（鈴木裕斗） キャリー（大河元気）                                                               | 第6話、第9話 第11話、第12話 二期作 第10話 |
| Love at first sight | 伊福部崇                  | 芳賀政哉         | 芳賀政哉         | ひのひかり（石井マーク） ささにしき（沢城千春） ひとめぼれ（草摩そうすけ） あきたこまち（小森未彩） にこまる（玉城仁菜） | 第8話 二期作 第9話                        |

## 各話リスト
| 話数   | サブタイトル                             | 絵コンテ | 演出       | 作画監督                     | エンディング料理                     |
| ------ | ---------------------------------------- | -------- | ---------- | ---------------------------- | ------------------------------------ |
| 第1膳  | 新米生徒は粒ぞろい？                     | 山﨑雄太 | 山﨑雄太   | 寒川歩                       | 市販のミートソースで！ライスコロッケ |
| 第2膳  | ニコニコ笑顔じゃいられない               | 山﨑雄太 | 由井翠     | 福地和浩                     | コロコロおにぎりで！お茶漬け         |
| 第3膳  | 普通の田植えはもうあきた                 | 山﨑雄太 | 由井翠     | 古賀美裕紀                   | カリカリ！ライスピザ                 |
| 第4膳  | そんなお前にひとめぼれ                   | 山﨑雄太 | 由井翠     | 寒川歩 福地和浩              | ビビンバカリフォルニアロール         |
| 第5膳  | 故郷に錦を飾るのだ                       | 山﨑雄太 | 板庇迪     | 寒川歩                       | おこげ風野菜あんかけ                 |
| 第6膳  | それゆけイーストキング                   | 山﨑雄太 | 板庇迪     | 松城慶                       | 抹茶クリーム白玉                     |
| 第7話  | 六つ子さん                               | 山﨑雄太 | 由井翠     | 松城慶                       | カオマンガイおにぎらず               |
| 第8膳  | 腰が光ってSay Mine!                      | 山﨑雄太 | 由井翠     | 佐藤このみ                   | ごはんチヂミ                         |
| 第9膳  | パンはパンでも食えないパン               | 山﨑雄太 | 板庇迪     | 寒川歩                       | スティックオムライス                 |
| 第10膳 | 犯人はコロ姐                             | 山﨑雄太 | 板庇迪     | 松城慶                       | フライパン カレーピラフ              |
| 第11膳 | やっと出たちんこ坊主                     | 山﨑雄太 | 由井翠     | 松本弘                       | 豚の生姜焼きライスバーガー           |
| 第12膳 | 二期へ浪漫飛行                           | 山﨑雄太 | 由井翠     | 寒川歩                       | -                                    |
| 二期作 |                                          |          |            |                              |                                      |
| 第1膳  | 新しいライバルは麺                       | 所俊克   | 小野田雄亮 | 平良哲朗                     | -                                    |
| 第2膳  | 当初のコンセプトだとラブ米は一応女子向け | 所俊克   | 小野田雄亮 | 河西睦月                     | -                                    |
| 第3膳  | スクールハーベスター・ラブライス         | 所俊克   | 小野田雄亮 | 平良哲朗 徳倉栄一            | -                                    |
| 第4膳  | 幻の6人米（シックスライス）              | 所俊克   | 藤代和也   | Park Jongjun                 | -                                    |
| 第5膳  | 弱虫ライス                               | 所俊克   | 藤代和也   | 鳥山美冬                     | -                                    |
| 第6膳  | 穀☆物☆王                                 | 所俊克   | 藤代和也   | 北原章雄                     | -                                    |
| 第7膳  | 踊り！炊き走査線 The Movie               | 所俊克   | 藤代和也   | 河西睦月                     | -                                    |
| 第8膳  | 怒られろラブライス!!                     | 所俊克   | 藤代和也   | LEE JUNG HOON PARK YOON OK   | -                                    |
| 第9膳  | 米の名は。                               | 所俊克   | 藤代和也   | KIM MYUNG SIM PARK YOUNG HEE | -                                    |
| 第10膳 | それゆけ！ケーキング                     | 所俊克   | 所俊克     | Kim Seong-beom               | -                                    |
| 第11膳 | 偽ショウの正体は炭水化物抜きダイエット   | 所俊克   | 所俊克     | Park Ga-young Kim gang-won   | -                                    |
| 第12膳 | ゲームへの浪漫飛行                       | 所俊克   | 所俊克     | 北原章雄 河西睦月            | -                                    |

## 放送局
| 放送期間               | 放送時間                     | 放送局       | 対象地域       | 備考                                    |
| ---------------------- | ---------------------------- | ------------ | -------------- | --------------------------------------- |
| 2017年4月5日 - 6月21日 | 水曜 22:50 - 22:55           | TOKYO MX     | 東京都         | 初回は拡大スペシャルとして22:45より放送 |
| 2017年4月6日 - 6月22日 | 木曜 0:05 - 0:10（水曜深夜） | とちぎテレビ | 栃木県         |                                         |
|                        | 木曜 0:20 - 0:25（水曜深夜） | サンテレビ   | 兵庫県         | 初回は拡大スペシャルとして0:15より放送  |
| 2017年4月7日 - 6月23日 | 金曜 0:05 - 0:10（木曜深夜） | AT-X         | 日本全域       | CS放送 / リピート放送あり               |
| 2017年4月9日 - 6月25日 | 日曜 1:50 - 1:55（土曜深夜） | 青森放送     | 青森県         |                                         |
| 2017年4月17日 - 7月3日 | 月曜 2:05 - 2:10（日曜深夜） | 西日本放送   | 香川県・岡山県 |                                         |

| 配信期間               | 配信時間                  | 配信サイト         | 備考                          |
| ---------------------- | ------------------------- | ------------------ | ----------------------------- |
| 2017年4月6日 - 6月22日 | 未定                      | dアニメストア      |                               |
| 2017年4月8日 - 6月24日 | 土曜 0:00（金曜深夜）更新 | ニコニコチャンネル | 第1話無料、第2話以降1週間無料 |

| 放送期間                  | 放送時間                     | 放送局       | 対象地域       | 備考                      |
| ------------------------- | ---------------------------- | ------------ | -------------- | ------------------------- |
| 2017年10月6日 - 12月29日  | 金曜 2:59 - 3:04（木曜深夜） | 南海放送     | 愛媛県         |                           |
| 2017年10月7日 - 12月23日  | 土曜 23:30 - 23:35           | テレ玉       | 埼玉県         |                           |
| 2017年10月9日 - 12月25日  | 月曜 2:00 - 2:05（日曜深夜） | 西日本放送   | 香川県・岡山県 |                           |
|                           | 月曜 2:10 - 2:15（日曜深夜） | 熊本朝日放送 | 熊本県         |                           |
| 2017年10月10日 - 12月26日 | 火曜 1:10 - 1:15（月曜深夜） | TOKYO MX     | 東京都         |                           |
|                           | 火曜 22:05 - 22:10           | AT-X         | 日本全域       | CS放送 / リピート放送あり |
| 2017年10月10日 - 12月26日 | 火曜 23:55 - 0:00            | BSフジ       | 日本全域       | BS放送                    |
| 2017年10月12日 - 12月28日 | 木曜 0:00 - 0:05（水曜深夜） | とちぎテレビ | 栃木県         |                           |
| 2017年10月13日 - 12月29日 | 金曜 1:54 - 1:59（木曜深夜） | 秋田放送     | 秋田県         |                           |
| 2017年10月15日 - 12月24日 | 日曜 1:50 - 1:55（土曜深夜） | 青森放送     | 青森県         |                           |

## 関連商品

### DVD
| 巻     | 発売日        | 収録話               | 規格品番 |
| ------ | ------------- | -------------------- | -------- |
| 1      | 2017年6月23日 | 第1膳 - 第4膳        | SMID-002 |
| 2      | 2017年7月28日 | 第5膳 - 第8膳        | SMID-003 |
| 3      | 2017年9月29日 | 第9膳 - 第12膳       | SMID-004 |
| 二期作 | 2018年2月23日 | 二期作第1膳 - 第12膳 | SMID-006 |

### CD
| 発売日        | タイトル                                                          | 収録 | 規格品番  |
| ------------- | ----------------------------------------------------------------- | --- | --------- |
| 2017年5月24日 | キャラソンCD vol.1 「米の飯より思し召し」                         | 浪漫飛行〜ラブライスver.〜Blend My Loveオーディオドラマ「ブレンドマイン」オーディオコメンタリー〜あきたこまち〜オーディオコメンタリー〜にこまる〜浪漫飛行 (instrumental)Blend My Love (instrumental)              | RICE-0001 |
| 2017年6月14日 | キャラソンCD vol.2 「三度の飯も強し柔らかし」                     | Fine Dressオーディオドラマ「ささにしき」オーディオコメンタリー〜ささにしき〜Fine Dress (karaoke) | RICE-0002 |
| 2017年7月12日 | キャラソンCD vol.3 「米を百里の外に負う」                         | Love at first sightMy Name Is…オーディオドラマ「ひとめぼれ」オーディオコメンタリー〜ひとめぼれ〜オーディオコメンタリー〜まなむすめ〜Love at first sight (karaoke)My Name Is… (karaoke)                            | RICE-0003 |
| 2017年8月9日  | キャラソンCD vol.4 「パンがなければお菓子を食べればいいじゃない」 | 浪漫飛行〜イーストキングver〜LOVE&BRAVEオーディオドラマ「イーストキング」オーディオコメンタリー〜アン〜オーディオコメンタリー〜ショック〜オーディオコメンタリー〜キャリー〜LOVE&BRAVE (karaoke)浪漫飛行 (karaoke) | RICE-0004 |
| 2017年9月13日 | キャラソンCD vol.5 「千石万石も米五合」                           | Going My Wayオーディオドラマ「ひのひかり」浪漫飛行〜米粉パンver.〜オーディオコメンタリー〜ひのひかり〜Going My Way (karaoke)浪漫飛行 (karaoke)                                                                    | RICE-0005 |

## 漫画
『ラブ米 〜Rice is beautiful〜』は2017年2月24日から7月28日まで『GANMA!』（コミックスマート）にて配信された。作画は46が担当。
『COMICラブ米-The Rice Plant or the Seed-』は2018年12月7日から2019年8月16日まで『ゼロサムオンライン』（一迅社）にて配信された。キャラクターデザインを務めたあおいれびんが作画を担当。

## ラジオ
ラジオ日本にて『ラジ米 -WE RADI RICE-』が、2017年10月9日から12月31日まで毎週月曜 1:00 - 1:30（日曜深夜）に放送された。

## 舞台
アニメ第1期最終回で舞台化が発表され、『RICE on STAGE「ラブ米」〜Endless rice riot〜』のタイトルで2017年11月17日から11月26日まで品川プリンスホテル クラブeXにて上演された。
2018年2月14日から17日まで『RICE on STAGE「ラブ米」Festival in バレンタイン』のタイトルでイベントが公演された。
続編『RICE on STAGE「ラブ米」〜I'll give you rice〜』が2018年4月21日から30日まで公演された。
『RICE on STAGE「ラブ米」〜Rice will come again〜』が2020年11月19日から29日まで公演された。
『RICE on STAGE「ラブ米」～Rice will come～』が2021年11月18日から11月28日まで公演された。
『RICE on STAGE『ラブ米』～Golden wheat～』が2025年3月14日から3月16日までAiiA 2.5 Theater Kobe、2025年3月23日から3月28日までMixalive TOKYO Theater Mixaにて公演。神戸セーラーボーイズ 定期公演 vol.4公演。

### キャスト
主要キャストは#登場人物を参照。以下はオリジナルキャラクター。
ST☆RICE
陸稲中心のユニット。
- ネリカ - 健人
- 平山 - 川上将大
- トヨハタモチ - 齋藤健心
- キヨハタモチ - 北乃颯希
- ゆめのはたもち - 宮本弘佑

GAZEN BOYS
古代米のユニット。
- 白瑞光 - 白柏寿大
- 黒太閤 - 田内季宇
- 紫楊貴 - 伊崎龍次郎

合鴨ブラザーズ
- 兄鴨 - 滝口幸広
- 弟鴨 - 福島海太

関西稲穂学園
- 日本晴 - 吉澤翼
- はつしも - 永田聖一朗
- きぬひかり - 高橋怜也
- てんたかく - 中三川歳輝
- ゆめみづほ - 加藤健
- 風さやか - 大見洋太
- 姫ごのみ - 石原月斗
- さとのつき - 髙山晴澄
- ぴかまる - ⽥中幸真

Osaka 米 Blues
- ガァ・ガァ・キング - 髙木俊
- ロ・ガァ・ト・ジョンソン - 石田隼
- ガァ・チャールズ - 飯島康平

食（ショク）
- 龍（ロウ） - 津山晄士朗
- 豆沙（トーサー） - 中川月碧
- 蓮蓉（リェンヨン） - 崎元リスト

グリーンウッド
- デビー - 奥村頼斗
- ビル - 髙橋龍ノ介

その他
- フリーカ - OH-SE
- 雀鬼 - 加藤良輔
- 陸稲耕二郎 - 岡幸二郎
- 亀ノ尾 - 渡辺コウジ ※声の出演
- おいなりさん - G.K.Masayuki（KPR／開幕ペナントレース）※声の出演

### スタッフ（舞台）
- 企画・原作 - ヤオヨロズ（「I'll give you rice」まで）、8million（「Rice will come again」から）
- 脚本・演出・作詞 - 村井雄
- 音楽 - 坂部剛
- 振付 - 本山新之助
- アニメ原案：高林ユーキ
- 主催 - ネルケプランニング（「Rice will come」まで）、神⼾セーラーボーイズ製作委員会（「Golden wheat」から）

## 米プリンセス
「ラブ米」シリーズの続編として、2018年11月30日よりミラクルプロが展開しているバーチャルアイドルプロジェクト。新人ハーベスターである「米米米」がバーチャルYouTuberとして活動している。

### 登場人物（米プリンセス）
米米米（マイベイベー）
新人ハーベスターユニット。
つや姫
声 - 九重あい
ミルキークイーン
声 - 尾車Rいのり
萌えみのり
声 - 鳴戸うらら